# Arnaud Villani
Pour les articles homonymes, voir Villani.
 (juin 2017).
Arnaud Villani, né le 8 novembre 1944, est un professeur de philosophie, titulaire de l'agrégation de lettres classiques, puis de philosophie, et d'un doctorat d'État de philosophie, et un poète français.
Il est l'oncle du mathématicien Cédric Villani.

## Enseignement et recherches
Arnaud Villani a vécu à Nice, où il a longtemps enseigné la philosophie en classes préparatoires littéraires au lycée Masséna. Il vit désormais dans le Gard, où il se consacre à l'écriture. Il a publié de nombreux articles de philosophie et de critique littéraire. Son premier ouvrage porte sur Franz Kafka (Kafka, L'Ouverture de l'existant). Il s'est consacré ensuite à l'œuvre du philosophe Gilles Deleuze, dans un premier ouvrage intitulé La Guêpe et l'Orchidée (1999). Il fait paraître Le vocabulaire de Gilles Deleuze, écrit en collaboration avec Robert Sasso, en 2003, puis Logique de Deleuze en 2013, et les actes du Colloque de Cerisy, Agencer les multiplicités avec Deleuze, en 2019.
Parallèlement, il a été co-traducteur du philosophe britannique Alfred North Whitehead (traduction française de Procès et réalité aux éditions Gallimard), traducteur et commentateur du Poème de Parménide (Parménide : le Poème, nouvelle traduction par Arnaud Villani avec la collaboration de Pierre Holzerny, suivi de Parménide ou la dénomination par Arnaud Villani, 2011).
Après deux essais philosophiques (Petites méditations métaphysiques et Court Traité du rien), il publie un essai sur le « peu » en 2015 : Philosophie du peu : le courage d'être heureux.
Un premier volume d'une Contribution à la critique de la philosophie occidentale est paru aux éditions Unicité en 2018 (Avant la philosophie). Il inaugure un projet de réinterprétation de la philosophie présocratique. Le second volume, sous le titre Chiens de faïence, a été publié en 2019. Le troisième et dernier volume de cette contribution paraît début 2021, sous le titre Raisons de guerre et politique du grand monde.

### Écrits philosophiques
- Kafka. L'ouverture de l'existant, éd. Belin, "Philosophie"  Paris,1984.
- Beaumarchais, Le mariage de Figaro, éd. Belin, "Philosophie", Paris 1985
- « Proximité et distance. Heidegger et le problème de l'espace » dans Être et Temps de Martin Heidegger, collectif Questions de méthode et voies de recherche, revue SUD 1989.
- La guêpe et l'orchidée. Essai sur Gilles Deleuze, Paris, éd. Belin, "L'extrême contemporain", 1999.
- avec Robert Sasso (dir.), Le vocabulaire de Gilles Deleuze, Les Cahiers de Noêsis, no 3, Université de Nice, 2003.
- Précis de philosophie nue, Éditions de la revue Nu(e), Nice, 2005 (Extrait « Avertissement »).
- (dir.), Le peintre absent, Éditions de la revue Nu(e), Nice, 2007.
- Petites méditations métaphysiques sur la vie et la mort, Paris, éd. Hermann, "Philosophie", 2008.
- Court traité du rien, Paris, éd. Hermann, 2009.
- Parménide, Le poème, traduction en collaboration avec Pierre Holzerny, suivi de Parménide ou la dénomination, préface de Gilbert Romeyer-Dherbey, Paris, éd. Hermann, "Philosophie", Paris, 2011.
- Logique de Deleuze, Paris, éd. Hermann, "Philosophie", 2013.
- Parménide, « En cinq concepts », Mons, éd. Sils-Maria, 2013.
- Philosophie du peu. Le courage d'être heureux, Carqueiranne, éd. Sur le fil, 2015.
- Défaire Heidegger, en collaboration avec André Sauge, Paris, éd. Kimé, "Bifurcations", février 2018.
- De la réciprocité en anthropologie, et conséquemment en philosophie. Hommage à Marcel Hénaff, Les éditions européennes, 2018.
- Kafka. L'homme en chute libre, Paris, éditions Kimé, "Bifurcations", 2019.
- La terre engloutie ? Une philosophie de l'écologie, Paris, éditions Kimé, "Bifurcations", 2020.
- Avant la Philosophie. Contribution critique à l'histoire de la pensée occidentale, tome 1, Saint-Chéron, éd. Unicité, "Imagination critique", 2018.
- Chiens de faïence. Contribution critique à l'histoire de la pensée occidentale, tome 2, Saint-Chéron, éditions Unicité, "Imagination critique", 2019.
- Raisons de guerre et politique du grand monde Contribution critique à l'histoire de la pensée occidentale, tome 3, Saint-Chéron, éd. Unicité, "Imagination critique", 2021.
- Gilles Deleuze, Lettres et autres textes, préparé par David Lapoujade, Les Editions de Minuit, "Paradoxe", 2015
- Gilles Deleuze. La guêpe et l'orchidée, réédition avec l'ajout d'un chapitre introductif, Paris, éd. Rue d'Ulm, 2020.
- Etre avec le sauvage, éd. La Salamandre, "Marcher", Lausanne 2021
- L'Enigme de la philosophie grecque, Paris, Les Belles Lettres, coll. "Encre marine", 2022 (volume I d'une Histoire critique de la Philosophie)
- Vers une pensée mouvement. Voyage entre les choses et les mots, Paris, Les Belles Lettres, coll. "Encre marine", 160 p., 2023  (ISBN 978-2350882062)
- La recherche de l'absolu et le devenir des corps. De Plotin aux romantiques allemands : Une histoire critique de la philosophie occidentale volume 2, éd. les Belles Lettres, "Encre marine", 2024

### Traductions
- Traductions de Anthony Barnett (poète anglais), Pétrin blanc, Bâtiments qui s'ébranlent, etc.
- Avec un collectif de l'Université de Nice : Process and reality de Whitehead, trad. fr. Procès et réalité, Paris, éd. Gallimard
- Peter Huchel, traduction de l'allemand en collaboration avec Maryse Jacob : 
  - Chaussées, chaussées, éditions Atelier La Feugraie, 2009
  - Jours comptés, même édition, 2011
  - La neuvième heure, même édition, 2013
- Poème de Parménide, nouvelle traduction par Arnaud Villani avec la collaboration de Pierre Holzerny, suivi de Parménide ou la dénomination par Arnaud Villani, 2011
- Daan Anthuenis (poète flamand), Poèmes choisis,  trad. en collaboration avec Léo de Schepper, Nice, Revue Nu(e), no 57
- Traduction de divers philosophes américains, dans La philosophie américaine, Revue de Métaphysique et de morale, numéro spécial, direction Arnaud Villani, Presses universitaires de France

### Articles
- sur Kafka dans Critique.
- sur Roussel, dans Mélusine.
- sur Socrate, sur Kant, sur la « modernité dans la pensée philosophique », dans Revue de l'enseignement philosophique.
- sur la bêtise, dans Le temps de la réflexion.
- sur Parménide, sur Whitehead, dans Revue de métaphysique et de morale.
- sur Nietzsche, sur la sophistique, dans Les Études philosophiques, Cahiers critiques de philosophie (no 12, Nietzsche, le philosophe-artiste, février 2013, Paris VIII direction Bruno Cany).
- sur l'inspiration, sur Basho, sur les Sophistes dans Noésis-CRHI.
- sur Hopkins, dans Po&sie, Belin, direction Michel Deguy.
- sur Deleuze, dans Revue internationale de philosophie, Concepts, Chimères, Futur antérieur, Revue philosophique, Les Temps modernes, etc.
- sur Kenneth White, dans Terriers, Europe.
- Participation aux Cahiers de l'Herne : 1) Cahier Hölderlin, « Figures de la dualité », 1989 : 2) Cahier Nietzsche, « Physique et musique », 2000 ; 3) Cahier Kafka, « La conscience de l'abîme », 2014

### Direction d'ouvrages collectifs
- en collaboration avec Jonathan Pollock, Actes des Rencontres Art et Philosophie de Cornillon, 2012 à 2015, Presses universitaires de Perpignan.
- en collaboration avec Jonathan Pollock, Actes des rencontres Art et Philosophie de Cornillon, 2015 à 2019, Presses Universitaires de Perpignan
- en collaboration avec Anne Sauvagnargues et Anne Querrien, Agencer les multiplicités avec Deleuze, Paris, éd. Hermann, "Colloque de Cerisy", 2019.

### Ouvrages collectifs
- Actes du 1er colloque international du centre de narratologie appliquée, Cahiers de narratologie, Nice, 1985
- Philosophie contemporaine, Annales de la faculté des Lettres et sciences humaines de Nice, éd. Les Belles Lettres, Paris 1985
- Colloque Le Romantisme et la Grèce, Cahiers de la Villa Kerylos, Athènes 1994
- Gilles Deleuze. Une vie philosophique, direction Eric Alliez, "Les empêcheurs de penser en rond", Institut Sythélabo, 1998
- The solid letter, Readings of Friedrich Hölderlin, direction Aris Fioretos, Stanford 1999
- Laguna, Rivista de Filosofia, Universidad de Laguna, 2001
- Avenir de la raison, devenir des multiplicités, Actes du 29ème congrès ASPLF, direction Benmakhlouf et Lavigne, éd. Vrin, Paris 2004
- Empreintes, direction Yannick Beaubatie, éd. Mille sources, Tulle 2004
- Revue Noesis "La philosophie au XXème siècle et le défi poétique", éd. Vrin, Nice 2004
- Deleuze épars, "Approches et portraits", éd. Hermann, Paris 2005
- Symposium, vol. 10 "Gilles Deleuze", direction Kostas Boundas, 2006
- Gilles Deleuze,, The intensive reduction, direction Constantin Boundas, "Continuum", New York/London 2009
- Gilles Deleuze. la logique du sensible, direction Adnen Jdey, "Esthétique et clinique", éd. De l'incidence, 2012

### Écrits poétiques
- Les Oiseaux noirs et autres textes, dans la revue Nu(e), no 18, 2002.
- Participation à l'Anthologie de la revue Triages, éditions Tarabuste, Saint-Benoît du Sault : « Proche cosmos, cinquante-deux chemins », 2016.
- Participation à l'Anthologie de la revue Triages, éditions Tarabuste, Saint-Benoît du Sault : « Les Dialogues de l'arbre », 2019.
- Nombreuses parutions de poèmes et de proses dans la revue de Michel Deguy Po&sie, Paris, éditions Belin ; la revue Vocatif de Monique Marta, Nice ; la revue Phoenix d'André Ughetto, Marseille ; la revue Hiems d'Henri Go et Pierre Parlant, Draguignan...
- Une poignée d'oiseaux noirs, éditions Paragraphes littéraires de Paris.
- Petites Vignettes érotiques, éditions Unicité, Saint-Chéron,2022